# Helleia amphidamas
Helleia amphidamas är en fjärilsart som beskrevs av Eugen Johann Christoph Esper 1780. Helleia amphidamas ingår i släktet Helleia och familjen juvelvingar. Inga underarter finns listade i Catalogue of Life.